# Philip Mpango

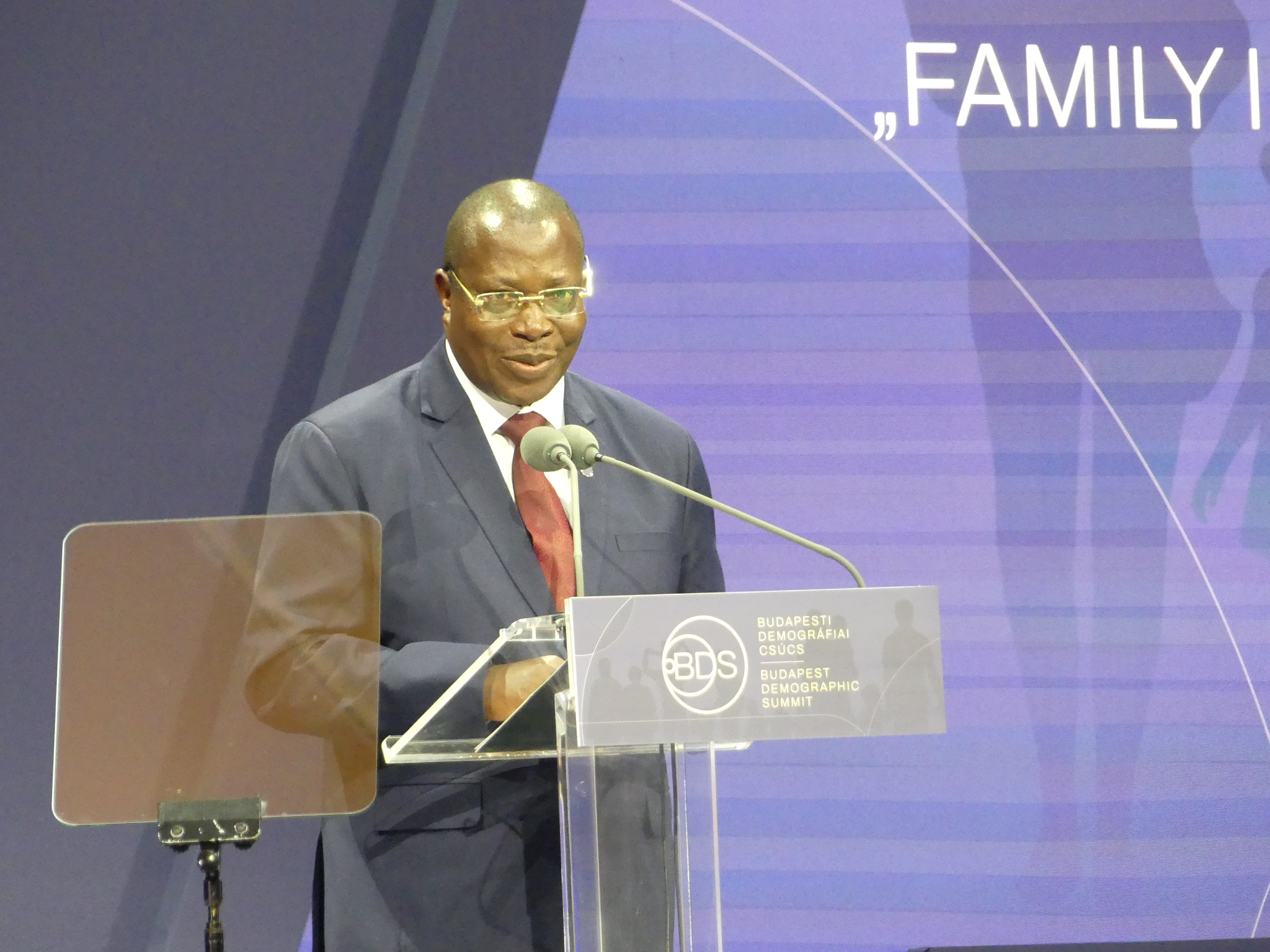
Philip Mpango

Philip Isdor Mpango (* 14. Juli 1957 in Buhigwe) ist ein tansanischer Politiker, früherer Finanzminister und derzeitiger Vizepräsident des Landes.

## Leben
Philip Mpango wurde 1957 in der Region Kigoma geboren. Er ist Mitglied der Partei Chama Cha Mapinduzi.

### Bildung
Von 1964 bis 1970 besuchte er die Grundschule, zuerst in Kipalapala, dann Kasumo und zuletzt in Muyama. Danach wechselte er auf die weiterführenden Schulen in Ujiji, Itaga und Ihungo, bevor er an der University of Dar-es-Salaam studierte. Dort erwarb er 1984 den Bachelor und 1988 den Master der Wirtschaftswissenschaften. Danach begann er von 1990 bis 1992 an der Universität Lund in Schweden sein Doktoratsstudium und  beendete es von 1993 bis 1996 an der University of Dar-es-Salaam mit dem Ph.D. Economics.

### Beruf
Im Jahr 1980 arbeitete er beim National Provident Fund (NPF) und bis 1981 als Forschungsmitarbeiter bei der Firma Elimu Supplies Ltd. Von 1984 bis 1988 war er als Ökonom im Arbeitsministerium beschäftigt, dann nahm er eine Stelle als Dozent an der University of Dar-es-Salaam an. Von 2002 bis 2006 war er leitender Ökonom bei der Weltbank, anschließend wirtschaftlicher Berater des Präsidenten Jakaya Kikwete und leitender Beamter im Finanzministerium. Kurzzeitig hatte er in 2015 einen Tätigkeit bei der staatlichen Steuerbehörde.
Er ist seit 2016 ein von Präsident Magufuli ernanntes Parlamentsmitglied, im gleichen Jahr wurde er Finanz- und Planungsminister. In seiner Zeit als Finanz- und Planungsminister wurden große Infrastrukturprojekte wie der Neubau der Eisenbahnlinie von Daressalam nach Tabora und die Restrukturierung der nationalen Fluggesellschaft Air Tanzania umgesetzt.
Im März 2021 ernannte ihn Samia Suluhu zum Vizepräsidenten. Er erhielt dabei von allen 363 Parlamentsmitgliedern die Zustimmung.